# Aki Sora
Aki Sora (яп. あきそら, Акі Сора) — манґа Масахіро Ітосугі, що почала виходити у 2008 році. У 2009 році вийшла аніме-адаптація. У 2010 році вийшло ще дві серії.

## Сюжет
Головний герой, Сора Аой, відчуває сексуальний потяг до своєї сестри, Акі, хоча і намагається стримувати його. Незабаром з'ясовується, що його почуття до Акі взаємні, і вони стають коханцями. Пізніше з'являються й інші дівчата, що претендують на Сору і також успішно його зваблюють (іноді силою).

## Персонажі
Сора Аой (яп. 葵 ソラ Аой Сора) — головний герой. Схожий на дівчинку, завдяки чому героїні періодично змушують його одягатися в жіночий одяг. Фактично повністю відповідає за домашній затишок, за готування, прибирання і прання. Хоча він негативно ставиться до інцесту, тим не менше любить свою сестру, Акі і не відмовляє їй у сексі. У той же час, не може відмовити і іншим дівчатам, які намагаються його спокусити. Наприкінці манги, після смерті батька, коли він дізнався що його батько і мати теж були рідними братом і сестрою, Сора закінчує свій відносини з Акі. Але в останній главі можна зрозуміти, що Сора все ж любить Акі, і є можливість того, що Сора і Акі продовжать свої стосунки.
Акі Аой (яп. 葵 アキ Аой Акі) — головна героїня, старша сестра Сори. На відміну від свого брата, не бачить в інцесті нічого поганого, хоча й не афішує факт своїх сексуальних відносин з Сорою. Також, на відміну від свого брата, абсолютно не вміє готувати. Після смерті батька, Акі розлучається з Сорою. Але в останній главі можливо вони відновлять свої стосунки.
Намі Аой (яп. 葵 ナミ Аой Намі) — сестра-близнюк Сори. Коли вона розпускає свої кіски, її практично неможливо відрізнити від брата, і в дитинстві Намі і Сору плутала навіть мама, а прийомна мама плутає їх досі (навіть у бані). Хоча Намі і не розкриває своїх почуттів, з найпершої зустрічі вона закохана в свою подругу Кану. Так як Кана в свою чергу закохана в Сору, схожість з братом дозволяє Нами безкарно приставати до Кани під приводом тренувань у визнанні в любові. Ця ж подібність змушує її заздрити наявності у брата пеніса, так як саме зважаючи на це, з точки зору Намі, Кана воліла Сору. У 25 главі вона нарешті зближується з Каною і у них почалися романтичні стосунки.
Кана Сімуя (яп. 澄弥 可奈 Сімуя Кана) — шкільна подруга Намі. Під керівництвом Намі намагається зблизитися з Сорою і в підсумку успішно його спокушає. Пізніше в манзі робиться натяк, що при першій зустрічі Кані сподобалася Намі, але оскільки вони обидві дівчини, то Кана перемкнула свою увагу на Сору. У 25 главі вона зрозуміла що любить Намі і вони почали зустрічатися.
Руна Сацукі (яп. 咲月 ルナ Сацукі Руна) — дівчина, що вчиться в тій же школі, що і Сора. У дитинстві їй довелося повертатися додому в одному купальнику, і її вкрай порушили думки про те, що буде, якщо хто-небудь побачить її в такому вигляді. У результаті вона стала ексгібіціоністкою. При цьому її цікавить не стільки демонстрація свого оголеного тіла, скільки ризик, що будь-хто побачить її голою. З цією метою вона може наприклад, піти в басейн, в намальованому на голе тіло купальнику. Вперше вона зустрілася з Сорой, коли Сора повертався додому в жіночому одязі, а Руна — їхала в ліфті голою. Порахувавши що у Сори схоже з нею хобі, Руна стала тягати Сору по побаченням і оргіям, незабаром виявивши, що тепер її по-справжньому збуджує тільки те, що на неї дивиться Сора.
Мама — неназвана по імені мати Акі, Сори і Намі. У реальності вона прийомна мама і сестра-близнюк їх рідної матері, яка загинула в аварії. З дітей тільки старша Акі знає всю правду.
Батько — невідомий на ім'я батько Акі, Сори і Намі. З'являється в 26 главі, велика людина з темним волоссям. Він дізнався правду про те що у Акі і Сори є сексуальні відносини і не схвалив це. Пізніше стає відомо, що він і їх справжня мати теж були інціестамі. Наприкінці манґи він помирає від хвороби.

## Медіа

### Манґа
Манґа Aki Sora, написана і ілюстрована Масахіро Ітосуґі, виходила у журналі Champion Red Ichigo видавництва Akita Shoten 5 вересня 2008 по 5 квітня 2011. Пізніше глави маґи були видані у 6 танкобонах, які виходили з 19 грудня 2008 по 20 травня 2011 . Перевидань першого та третього тому не було після 2011 року, через постанову Токійського столичного департаменту здорового розвитку молоді про зображення інцесту у медіа.

#### Список томів
| - Chapter 1: Aki and Sora (яп. アキとソラ, Aki to Sora) - Chapter 2: The Two Soras (яп. ソラとナミ, Sora to Nami) - Chapter 3: Hide and Seek - Chapter 4: A Certain Adventure - Chapter 4.5: Some Like It Hot |

| - Chapter 5: Welcome Home (яп. おかえりなさい, Okaerinasai) - Chapter 6: Sunday Lovers (яп. 恋人たちの午後, Koibitotachi no Gogo) - Chapter 7: That Feeling That I Want To Express, That Feeling That Can Never Be Reached - Chapter 8: That Hateful Thing That Cannot Be Fulfilled - Chapter 9: When The Rain Has Stopped (яп. 雨が止んだら, Amegayandara) |

| - Chapter 10: Part Time Lovers - Chapter 11: Paint & Swimwear (яп. 裸の女王様, Hadaka no Jo-ō-sama) - Chapter 12: Alice Oneesama's Secret - Chapter 13: Red Thread (яп. 赤い糸, Akai Itō) - Chapter 14: Private Lesson (яп. 個人授業, Kojinjugyō) - Chapter 15: The Secret Of Twins |

| - Chapter 16: Kana and Sora (яп. カナとソラ, Kana to Sora) - Chapter 17: Mother (яп. 母親, Haha-oya) - Chapter 18: Princess and Hero (яп. 姫と勇者, Hime to Yūsha) - Chapter 19: Somewhere Beyond - Chapter 20: After-school Sketch (яп. 放課後のスケシチ, Hōkago no Sukecchi) |

| - Chapter 21: God is Watching (яп. 神様がみてる, Kamisama ga Miteru) - Chapter 22: The Ideal Couple (яп. 理想のカップル, Risou no Kappuru) - Chapter 23: Naked and Fine Art (яп. はだかと芸術, Hadaka to Geijutsu) - Chapter 24: Secret Revealed (яп. 暴露, Bakuro) - Chapter 25: To Pass on Feelings (яп. 伝わる思い, Tsutawaru Omoi) |

| - Chapter 26: Family Time (яп. 家族の時間, Kazoku no Jikan) - Chapter 27: After You Leave (яп. 君去りし後, Kimi Sarishi Go) - Chapter 28: Wanting to Meet (яп. 逢いたくて, Aitakute) - Chapter 29: Older Sister and Younger Brother (яп. 姉と弟, Ane to Otōto) - Chapter 30: Autumn Sky (яп. あきのそら, Aki no Sora) - Afterwords was dedicated to Itō Keikaku |